# Qôs
Qôs, Kos, Cos ou Qaus (קוס en araméen) est une divinité du Proche-Orient ancien dont le culte est particulièrement attaché aux Édomites. Le dieu Qôs acquiert une pré-éminence à partir du VIIIe siècle av. J.-C. avec la formation du royaume édomite, un petit royaume situé au sud de la mer Morte. Il constitue la divinité nationale d'Édom, à l'instar de Yahweh dans l'Israël antique. Alors que la Bible hébraïque cite le nom des divinités Kemoch et Milkom des peuples moabite et ammonite voisins, le dieu Qôs, lui, est passé sous silence et ne fait l'objet d'aucune condamnation.

## Étymologie
Le nom de Qôs vient d'une racine sémitique qui signifie « arc ». Selon cette étymologie, son culte résulte de la déification de l'attribut d'une divinité, et plus particulièrement d'une divinité guerrière. Il s'agit peut-être d'une manifestation locale du dieu de l'orage Adad. L'origine de son culte est à situer dans le désert nord arabique, dans la région que la Bible appelle Midian. C'est aussi de cette région que le dieu Yahweh  trouverait son origine. Le silence de la Bible sur Qôs s'explique peut-être par la trop grande proximité entre Qôs et Yahweh. Le manque de données ne permet cependant pas de conclure sur sa nature ni son origine. À l'origine, le nom se prononce « Qaus » ; la contraction de la diphtongue « aw » en « o » se produit vers l'époque perse. Ainsi, Qôs s'écrit qa-uš en akkadien au VIIe siècle av. J.-C. mais qu-ú-su dans une tablette cunéiforme découverte à Tawilan (VIe ou Ve siècle av. J.-C.).

## Origine et culte
Avant d'occuper le statut de divinité nationale d'Édom, il est possible que le dieu Qôs soit déjà connu des bédouins Shasou au début de l'âge du Fer. Le préfixe « qś » apparaît en effet dans des noms de clans sur des inscriptions des temples de Karnak et de Médinet Habou datant de Ramsès II et Ramsès III. Au sein du royaume d'Édom, Qôs bénéficiera d'un statut officiel. Le royaume d'Édom apparaît à l'âge du fer. Il se forme à partir du VIIIe siècle av. J.-C. et existe jusqu'au VIe siècle av. J.-C. environ. Qôs figure comme élément théophore dans les noms des rois édomites Qôsmalka (« Qôs est roi ») et Qôsgabar (« Qôs est puissant »). À Horvat Uza, l'expression « je te bénis par Qôs » (hbrktk lqws) figure dans une correspondance administrative du VIe siècle av. J.-C. Son culte est attesté dans le Néguev à Horvat Qitmit . Trois des six inscriptions trouvées sur le site se réfèrent à Qôs. En archéologie, la présence de l'élément Qôs dans l'épigraphie est généralement considérée comme signalant un contexte édomite, même si le culte de Qôs est trop mal connu pour qu'il soit certain que seuls les Édomites le vénéraient .
L'élément théophore Qôs continue d'être utilisé pendant la période perse. Des ostraca portant des noms contenant l'élément Qôs ont été retrouvés à Marésha en Iduméeou dans la tablette cunéiforme de Tawilan en Transjordanie. Des tels noms apparaissent aussi dans les documents araméens du Wadi Daliyeh appartenant à des fugitifs du sud de la Samarie au IVe siècle av. J.-C.. En Idumée, beaucoup d'ostraca rapportant des transactions pendant les années 361-311 av. J.-C. contiennent l'élément qws parmi les noms de personnes.
Aux IIe et Ier siècles av. J.-C. en Égypte, le culte de Qôs s'hellénise dans les colonies militaires iduméennes implantées  à Hermopolis Magna et à Memphis. Il est identifié au dieu grec Apollon. Deux inscriptions de Memphis indiquent que les mercenaires iduméens vénèrent Apollon, équivalent grec de Qôs. La première inscription, datée de 112-111 av. J.-C., est un décret des Iduméens de Memphis en faveur de Dorion, stratège et prêtre, qui a oeuvré en faveur de l'« Apollonieion ». La deuxième inscription est une dédicace à Apollon et à Zeus, suivie d'une liste de plus de cent noms, principalement sémitiques dont certains présentent l'élément théophore qôs indiquant une origine iduméenne,,,. 
En Nabatène, à Jebel et-Tannur, une stèle datant du Ier siècle av. J.-C. ou Ier siècle porte une dédicace à Qôs : די עבד קסמלך לקס אלה חורוא (ceci est [la statue] érigée par Qôsmelekh à Qôs, le dieu de Khoroa). Sur le site de Mamré (Ramath el Khalil, au nord d'Hébron), un petit autel a été découvert avec le nom de Qôs inscrit sur sa base. Le culte de Qôs se maintient en Idumée, même après l'annexion du territoire à la Judée hasmonéenne. Selon l’historien juif Flavius Josèphe (Antiquités juives XV), les Iduméens vénèrent une divinité appelée Koze (Κωζαι). Costobar, beau-frère d’Hérode Ier le Grand et gouverneur d’Idumée, est issu d’une famille de prêtres de Qôs. 
Au IIIe siècle, Qôs est encore mentionné dans la littérature rabbinique parmi une liste de lieux dont le nom est associé à l'« idolâtrie »  (Tossefta Avoda Zara).